# Ralja (rivière)
Pour les articles homonymes, voir Ralja.
La Ralja (en serbe cyrillique : Раља) est une rivière de Serbie qui coule dans la région de la Šumadija. Elle est un affluent gauche de la Jezava, qui était le bras gauche de la Velika Morava et aujourd'hui un affluent du Danube.

## Géographie
Sa longueur est de 51 km. La rivière donne son nom à la sous-région qu'elle traverse.
La Ralja appartient au bassin versant de la mer Noire. Son propre bassin couvre une superficie de 310 km2. Elle n'est pas navigable.

## Le cours de la Ralja
La Ralja prend sa source sur le versant septentrional du mont Kosmaj, au nord du village de Velika Ivanča, dans la municipalité de Sopot et sur le territoire de la Ville de Belgrade. Elle passe à Popović et Mali Požarevac en obliquant vers l'est, direction qu'elle conservera pour le restant de sa course.
La rivière passe ensuite à Dražanj, Umčari et Živkovac. Dans cette partie de son cours, elle sert de limite entre la région de Podunavlje et celle de la basse Šumadija. Elle quitte le secteur de la ville de Belgrade au village de Malo Orašje. Elle passe ensuite à Binovac, Kolari, Vrbovac et Ralja, puis, à Vranovo, elle oriente sa course vers le nord et se jette dans un des bras de la Jezava à Radinac, dans les faubourgs de Smederevo.